# Hertonäs Fajansfabrik

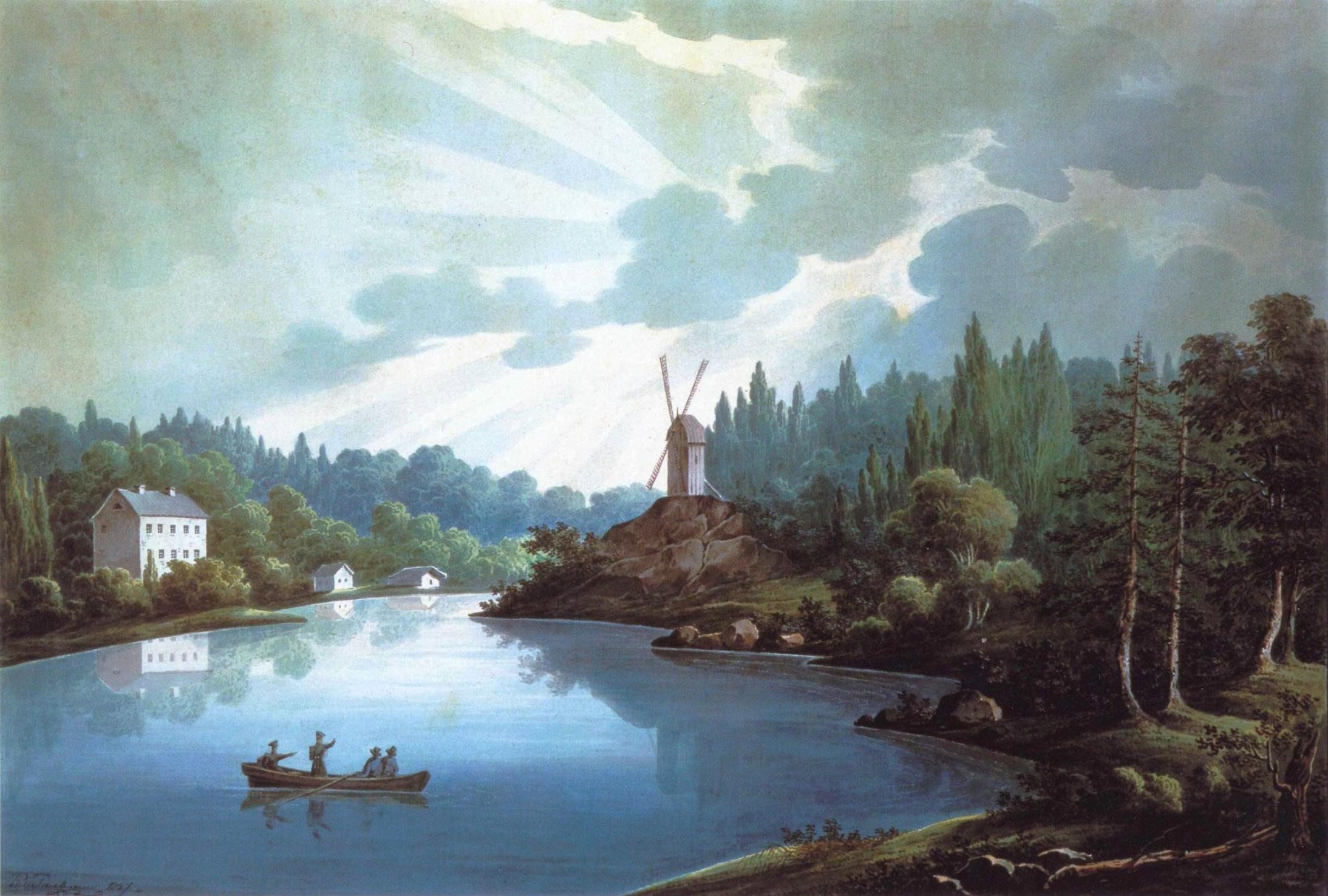
Hertonässundet 1827 med fajansfabriken till vänster i bilden. Målning av Valerian Galjamin

Hertonäs Fajansfabrik var en fabrik för tillverkning av keramik i Hertonäs 1762-1846.
Hertonäs grundades av Bengt Gabriel von Spången 1762 för tillverkning av "oäkta porslin", som den första i Finland. Ett tegelbruk hade 1754 anlagts på samma plats av Augustin Ehrensvärd. År 1778 övergick fabriken tillsammans med godset i Johan Sederholm ägo. Senare hade den flera olika ägare, bland annat släkten Cronstedt. Tillverkningen bestod främst av krukmakargods, under Sederholms tid tillverkade även kakelugnar, en del flintgods tillverkades även.